# Snow-board la Jocurile Olimpice de iarnă din 2018 - Slopestyle (feminin)
Proba de snow-board, slopestyle feminin de la Jocurile Olimpice de iarnă din 2018 de la Pyeongchang, Coreea de Sud a avut loc pe 11 și 12 februarie 2018 la Pheonix Snow Park.

## Program
Orele sunt orele Coreei de Sud (ora României + 7 ore).
| Dată         | Ora         | Rundă      |
| ------------ | ----------- | ---------- |
| 11 februarie | 13:30-15:35 | Calificări |
| 12 februarie | 10:00-11:45 | Finală     |

## Rezultate finală
Finala a început la ora 10:33.
| Loc | Ordinea | Nume                 | Țara                         | Cursa 1 | Cursa 2           | Cel mai bun rezultate | Note |
| --- | ------- | -------------------- | ---------------------------- | ------- | ----------------- | --------------------- | ---- |
| 1   | 26      | Jamie Anderson       | Statele Unite ale Americii   | 83,00   | 34,56             | 83,00                 |      |
| 2   | 20      | Laurie Blouin        | Canada                       | 49,16   | 76,33             | 76,33                 |      |
| 3   | 22      | Enni Rukajärvi       | Finlanda                     | 45,85   | 75,38             | 75,38                 |      |
| 4   | 15      | Silje Norendal       | Norvegia                     | 73,91   | 47,66             | 73,91                 |      |
| 5   | 9       | Jessika Jenson       | Statele Unite ale Americii   | 72,76   | 41,11             | 72,76                 |      |
| 6   | 19      | Hailey Langland      | Statele Unite ale Americii   | 41,26   | 71,80             | 71,80                 |      |
| 7   | 11      | Sina Candrian        | Elveția                      | 66,35   | 39,80             | 66,35                 |      |
| 8   | 8       | Sofya Fyodorova      | Sportivii Olimpici ai Rusiei | 27,53   | 65,73             | 65,73                 |      |
| 9   | 13      | Yuka Fujimori        | Japonia                      | 63,73   | 48,51             | 63,73                 |      |
| 10  | 10      | Elena Könz           | Elveția                      | 17,28   | 59,00             | 59,00                 |      |
| 11  | 25      | Julia Marino         | Statele Unite ale Americii   | 55,85   | 41,05             | 55,85                 |      |
| 12  | 5       | Asami Hirono         | Japonia                      | 49,80   | 27,26             | 49,80                 |      |
| 13  | 21      | Zoi Sadowski-Synnott | Noua Zeelandă                | 26,70   | 48,38             | 48,38                 |      |
| 14  | 16      | Reira Iwabuchi       | Japonia                      | 48,33   | 31,06             | 48,33                 |      |
| 15  | 24      | Anna Gasser          | Austria                      | 42,05   | 46,56             | 46,56                 |      |
| 16  | 1       | Šárka Pančochová     | Cehia                        | 43,46   | 39,18             | 43,46                 |      |
| 17  | 14      | Aimee Fuller         | Marea Britanie               | 34,63   | 41,43             | 41,43                 |      |
| 18  | 12      | Isabel Derungs       | Elveția                      | 39,66   | 31,98             | 39,66                 |      |
| 19  | 18      | Miyabi Onitsuka      | Japonia                      | 33,25   | 39,55             | 39,55                 |      |
| 20  | 4       | Carla Somaini        | Elveția                      | 36,71   | 23,08             | 36,71                 |      |
| 21  | 17      | Brooke Voigt         | Canada                       | 24,36   | 36,61             | 36,61                 |      |
| 22  | 23      | Spencer O'Brien      | Canada                       | 26,43   | 36,45             | 36,45                 |      |
| 23  | 7       | Cheryl Maas          | Olanda                       | 31,71   | 35,30             | 35,30                 |      |
| 24  | 3       | Klaudia Medlová      | Slovacia                     | 26,16   | 34,00             | 34,00                 |      |
| 25  | 2       | Lucile Lefevre       | Franța                       | 28,35   | 17,31             | 28,35                 |      |
| 26  | 6       | Silvia Mittermueller | Germania                     | 1,00    | nu a luat startul | 1,00                  |      |